# Michael Rießler
Michael Rießler, född 16 februari 1971 i Belzig i dåvarande Östtyskland, är en tysk lingvist. Han är även medborgare i Finland och definierar sig som  finlandssvensk.

## Biografi
Michael Rießler växte upp i byn Borne, som idag är en del av Bad Belzig, i före detta DDR, där hans föräldrar arbetade i ett kollektivjordbruk. Han gick i skola i Belzig, gick en jordbruksutbildning och tog studenten i Jüterbog 1990. Han studerade nordiska språk, europeisk etnologi och bulgariska vid Humboldt-Universität zu Berlin. År 2002 blev han filosofie magister med ett pro-graduarbete om samisk kontaktpåverkan på norska och svenska dialekter, under handledning av germanisten Jurij Kusmenko. Rießler och Kusmenko hade publicerat en artikel tillsammans om sydliga samer år 2000. År 2011 disputerade Rießler i lingvistik vid Universität Leipzig med språktypologen Balthasar Bickel som handledare. Rießler är numera medborgare i Finland och är registrerad som svenskspråkig. Han definierar sig som finlandssvensk och engagerar sig i frågor kring språk och identitet i en finländsk kontext.

## Forskning

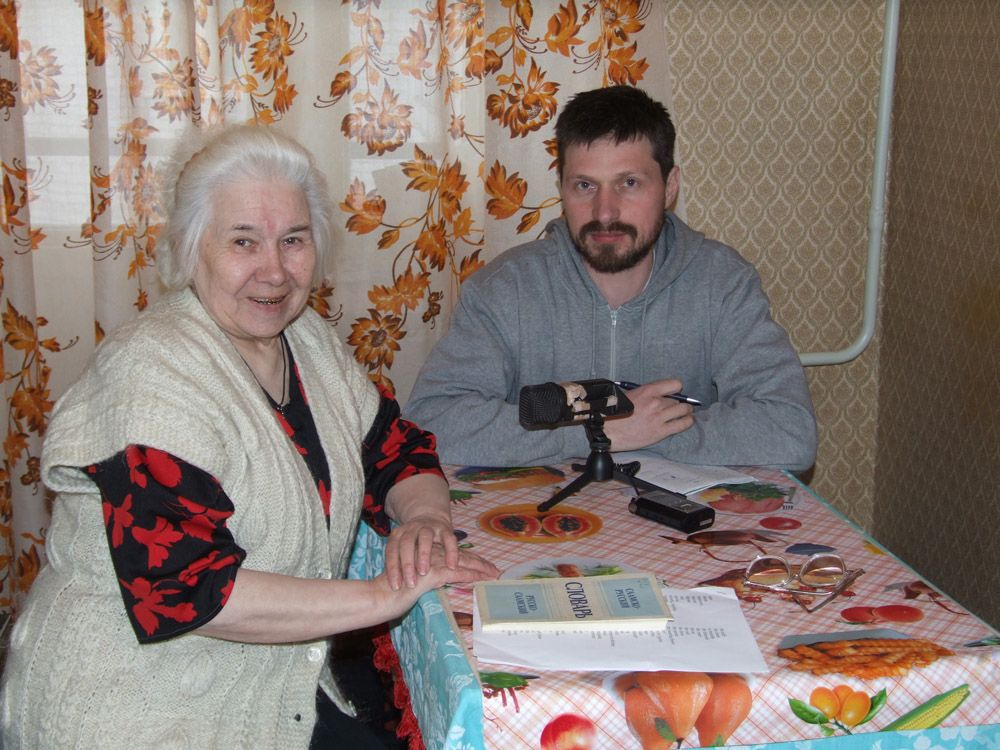
Fältforskning med hjälp av kildinsamen Aleksandra Antonova i Lovozero (2008)

Michael Rießler har publicerat verk om nordgermanska och samiska språk samt komi, bland annat inom språktypologi, sociolingvistik, språkdokumentation och språkteknologi. Dessutom forskar han i samisk litteratur. Mellan 2008 och 2014 var han redaktör för skriftserien Kleine saamische Schriften (tillsammans med Elisabeth Scheller). Sedan 2014 ger han ut uppföljaren Samica (tillsammans med Thomas Mohnike och Joshua Wilbur).
Efter sin graduering har Rießler varit verksam i Tyskland, Norge och Finland, och har genomfört fältforskning särskilt på Kolahalvön. och andra områden i nordvästra Ryssland. Han har också arbetat för Äʹvv skoltsamiskt museum. Hösten 2016 var Rießler gästprofessor vid École normale supérieure i Paris i Frankrike och 2017–2019 var han tillförordnad professor vid Bielefelds universitet. Han blev antagen som docent vid Helsingfors universitet 2015 (venia docendi i finsk-ugriska språk) och Åbo universitet 2018 (venia docendi i allmän och finsk-ugrisk språkvetenskap). Han är sedan 2020 professor i allmän språkvetenskap vid Östra Finlands universitet i Kuopio och Joensuu.